# Przydaczniowate
Przydaczniowate – takson w obrębie rzędu Veneroida, obejmujący największe ze współcześnie żyjących małży, wykorzystujący fotosyntezę symbiontów. Tradycyjnie klasyfikowane są w randze rodziny Tridacnidae, ale według niektórych badaczy takson ten powinien być włączony do sercówkowatych (Cardiidae) jako podrodzina Tridacninae. Rodzajem typowym przydaczniowatych jest Tridacna. W zapisie kopalnym są znane z warstw środkowego eocenu. W pliocenie i plejstocenie występowały już wszystkie współcześnie żyjące gatunki. Wykorzystuje się je gospodarczo na dużą skalę, przez co ich populacje są narażone na wyginięcie.

## Występowanie
Zasiedlają płytkie wody na rafach koralowych w tropikalnej strefie Oceanu Indyjskiego, Morza Czerwonego (po Zatokę Akaba, która stanowi północno-zachodnią granicę zasięgu) i Pacyfiku, po jego południowo-wschodnie granice. W całym zasięgu występowania są szeroko rozprzestrzenione. Wraz z koralowcami stanowią najbardziej charakterystyczną faunę raf. Większość gatunków występuje sympatrycznie.

## Budowa
Rodzina charakteryzuje się wyjątkowymi rozmiarami swoich przedstawicieli, zwłaszcza Tridacna  gigas i Tridacna derasa. Pierwszy z nich – przydacznia olbrzymia – jest największym ze współczesnych małży, dorasta do 1,5 metra długości. Masa jej ciała może osiągać 320 kg.

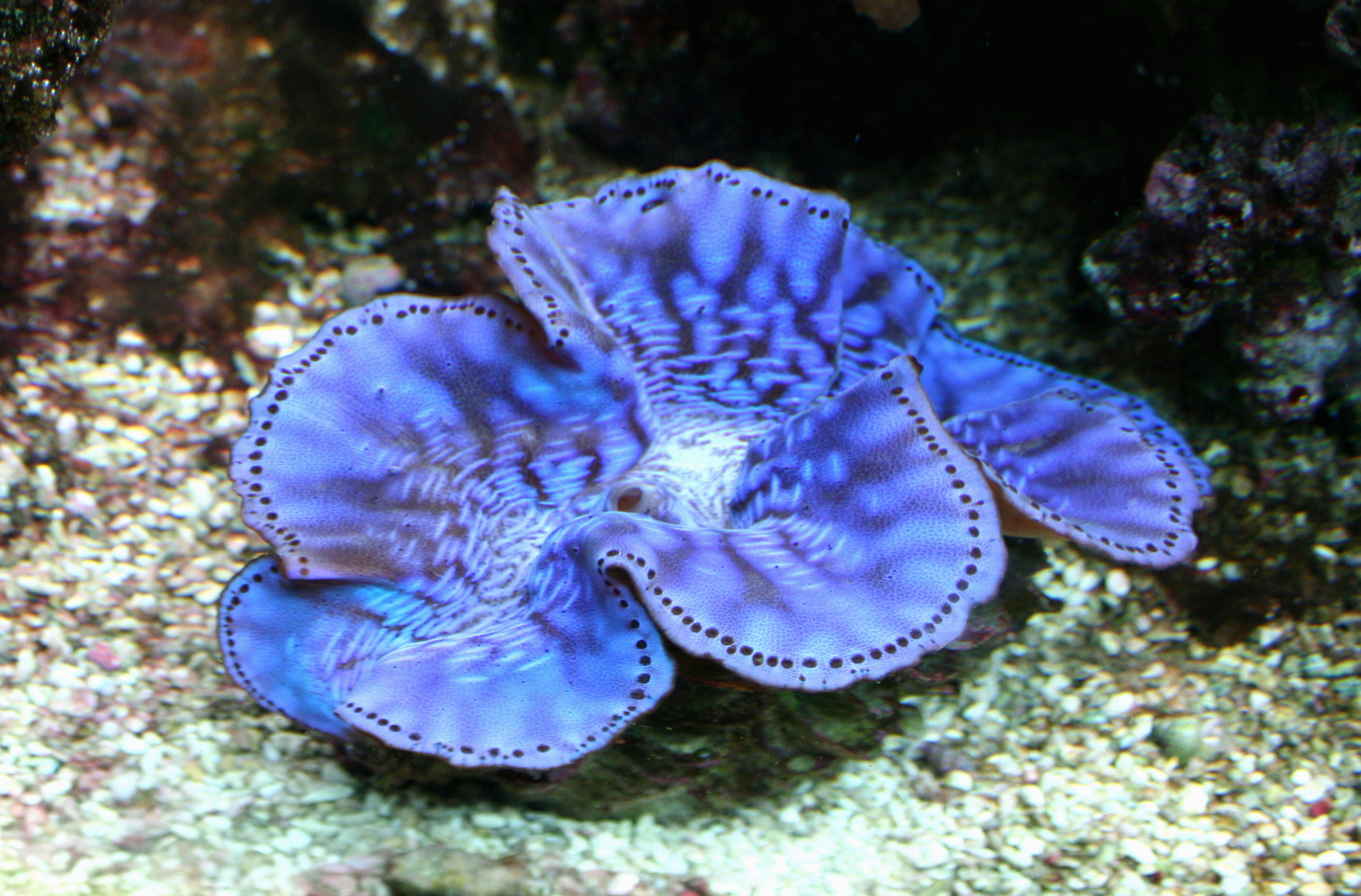
Tridacna maxima w praskim akwarium morskim

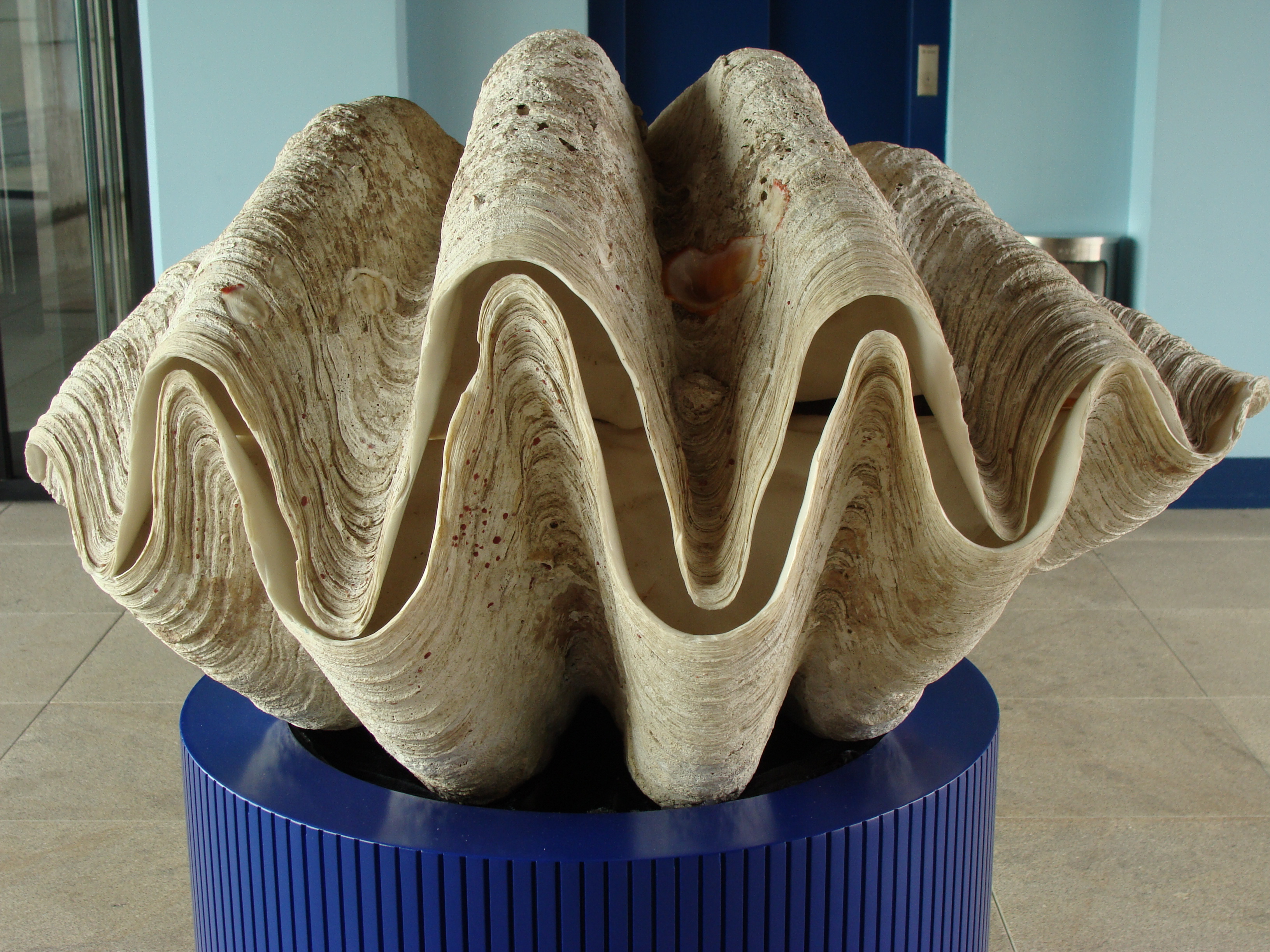
Muszla przydaczni olbrzymiej w Aquarium Finisterrae w Hiszpanii

Skorupy muszli przydaczniowatych pokryte są promienistymi, grubymi żebrami nadającymi ich krawędziom falisty zarys, przy czym krawędzie obydwu skorup zachodzą na siebie w taki sposób, że otwór rozchylonej muszli tworzy zygzakowatą szczelinę. Płaszcz jest silnie rozrośnięty, w górnej powierzchni zaopatrzony w tysiące fotoreceptorów. Intensywnie ubarwiona powierzchnia jest nieustannie wystawiana na działanie silnego światła słonecznego.

## Biologia
Larwy są planktoniczne, z czasem osiadają na dnie. Po przeobrażeniu młode osobniki przytwierdzają się bisiorem do twardego podłoża. W miarę wzrostu tracą połączenie z podłożem i leżą swobodnie na piaszczystym dnie odwrócone stroną brzuszną ku górze, lecz nie przemieszczają się.
Przydaczniowate żywią się planktonem odfiltrowanym z wody, jednak znaczną część substancji odżywczych dostarczają im symbiotyczne zooksantelle bytujące na skraju ich płaszcza. Te jednokomórkowce zaopatrują swoich gospodarzy w tlen i pokarm.

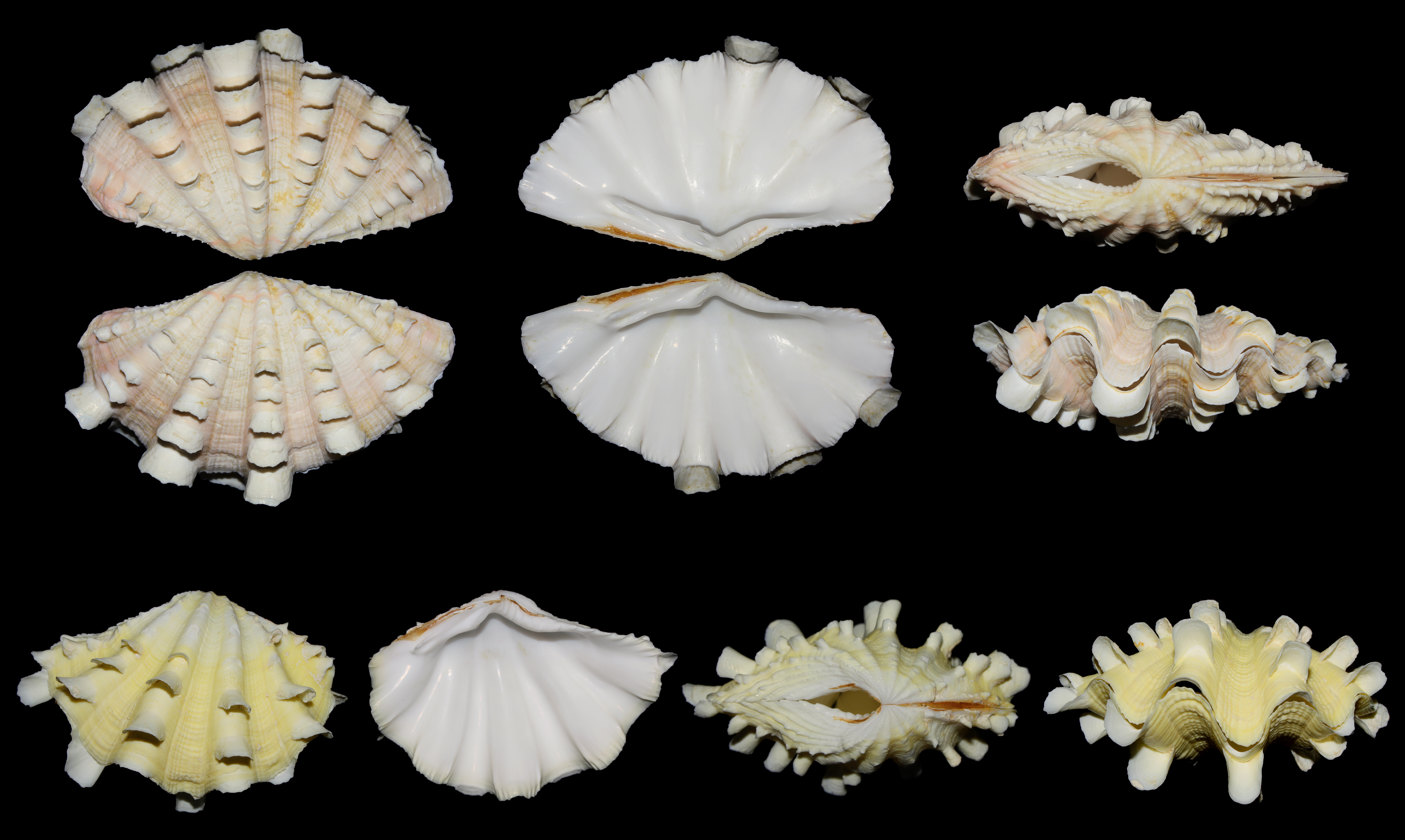
Muszle młodych osobników Tridacna costata i Tridacna squamosa

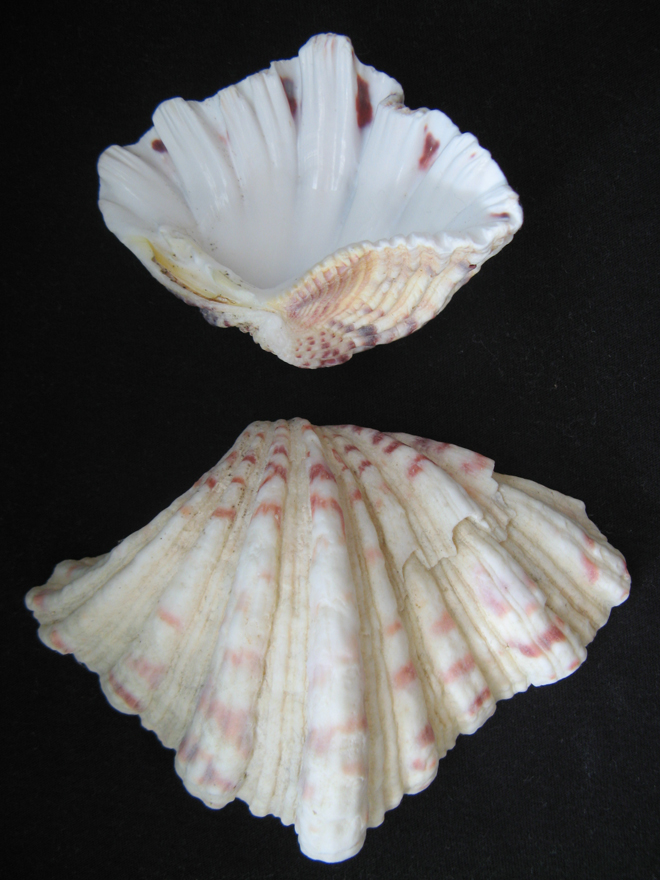
Połówki muszli Hippopus hippopus

## Znaczenie gospodarcze
Przydaczniowate są jadalne. Poławia się je komercyjnie w celach konsumpcyjnych, dla potrzeb przemysłu zdobniczego oraz do akwariów morskich. Są też hodowane w akwakulturach. Perły wytwarzane przez przydaczniowate, pomimo dużych rozmiarów, nie mają wartości handlowej. Obecność przydaczni jest wykorzystywana lokalnie jako atrakcja w turystyce związanej z nurkowaniem.
Rosnące zainteresowanie tymi małżami doprowadziło do przełowienia i załamania populacji w niektórych regionach. Wszystkie gatunki objęte są konwencją CITES (załącznik II). Większość z nich wpisana została do Czerwonej księgi gatunków zagrożonych Międzynarodowej Unii Ochrony Przyrody.

## Systematyka
Współcześnie żyjące przydaczniowate klasyfikowane są w 2 rodzajach: 
- Hippopus
- Tridacna

Do taksonów wymarłych należą m.in.:
- Avicularium
- Byssocardium
- Omanidacna

Tradycyjnie małże te zaliczane są do rodziny Tridacnidae, siostrzanej dla sercówkowatych. Na podstawie analizy kladystycznej muszli i cech anatomicznych w 1992 roku J. A. Schneider wykazał, że przydaczniowate można uznać za takson monofiletyczny, ale w obrębie sercówkowatych. Nadal jednak w wielu publikacjach i biologicznych bazach danych (m.in. IUCN i CITES) przydaczniowate klasyfikowane są w randze rodziny.